# Janet Evans
Janet Elizabeth Evans (Placentia, Kalifornija, 28. kolovoza 1971.) je američka plivačica.
Višestruka je olimpijska pobjednica u plivanju, a 2001. godine primljena je u Kuću slavnih vodenih sportova.